# Telmatobius laticeps
Telmatobius laticeps är en groddjursart som beskrevs av Laurent 1977. Telmatobius laticeps ingår i släktet Telmatobius och familjen Ceratophryidae. IUCN kategoriserar arten globalt som starkt hotad. Inga underarter finns listade i Catalogue of Life.